# Glechoma hederacea
L'edera terrestre (nome scientifico Glechoma hederacea L., 1753) è una piccola pianta perenne erbacea dai delicati fiori labiati appartenente alla famiglia delle Lamiaceae.

## Etimologia
Il nome generico (Glechoma), che si trova per la prima volta negli scritti di Dioscoride (Anazarbe, 40 circa – 90 circa), medico, botanico e farmacista greco antico che esercitò a Roma ai tempi dell'imperatore Nerone, può essere tradotto dal greco (glechon) con “puleggio” col quale normalmente si indica una varietà di menta, forse la menta poleggio o romana, Mentha pulegium. L'epiteto specifico (hederacea) potrebbe derivare da “aderire” (in questo caso si fa riferimento al caratteristico portamento dell'edera).
Il nome scientifico della specie è stato definito da Linneo (1707 – 1778), conosciuto anche come Carl von Linné, biologo e scrittore svedese considerato il padre della moderna classificazione scientifica degli organismi viventi, nella pubblicazione "Species Plantarum - 2: 578. 1753" del 1753.

## Descrizione

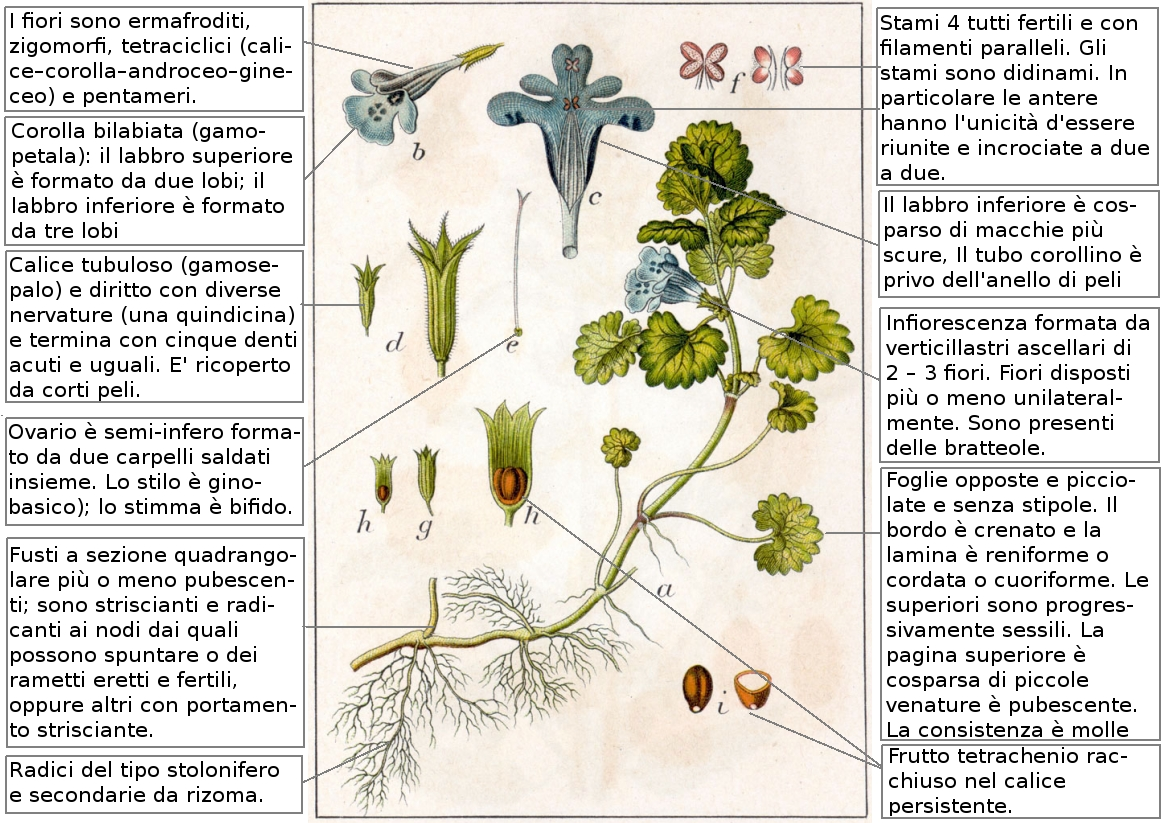
Descrizione delle parti della pianta

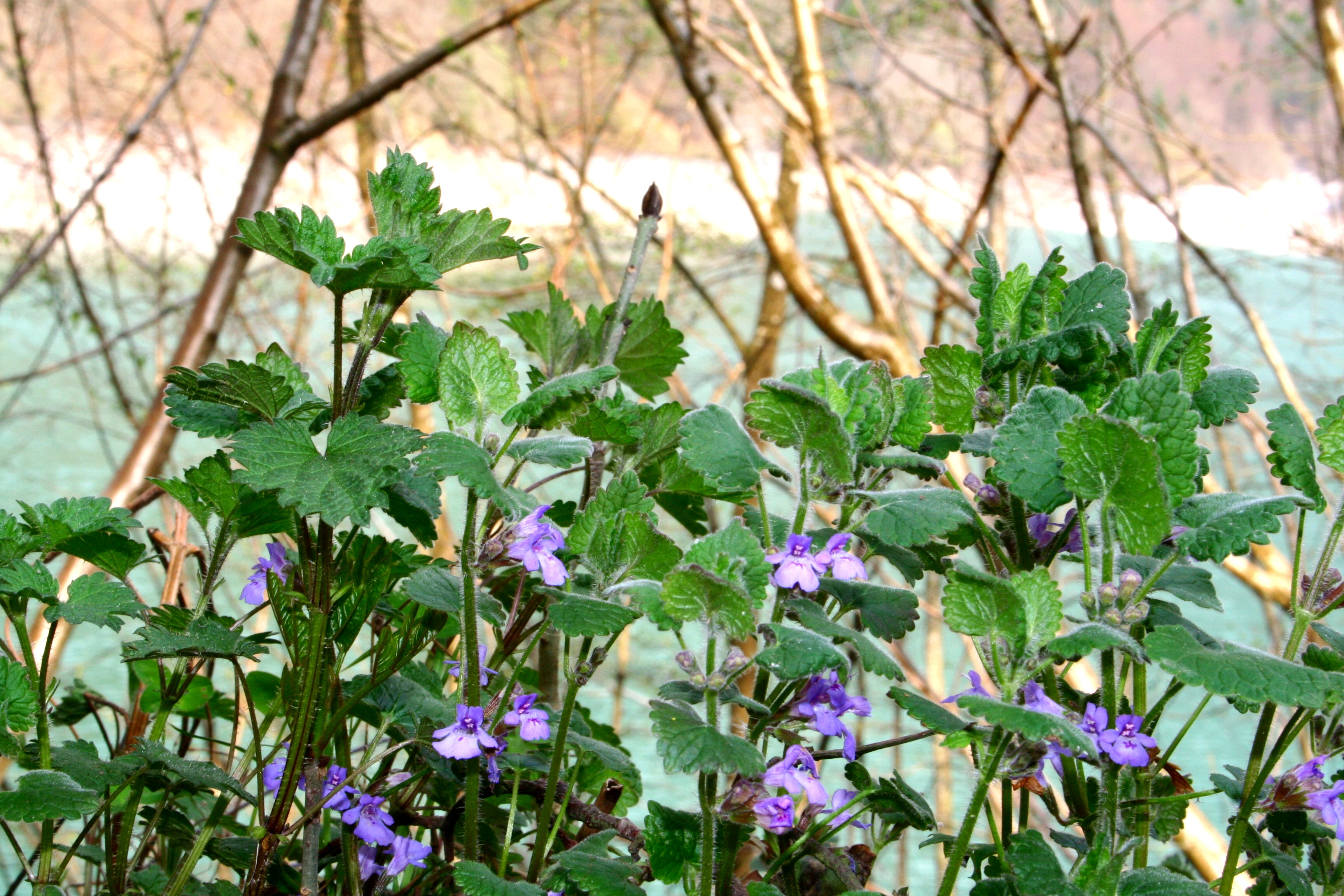
Il portamento

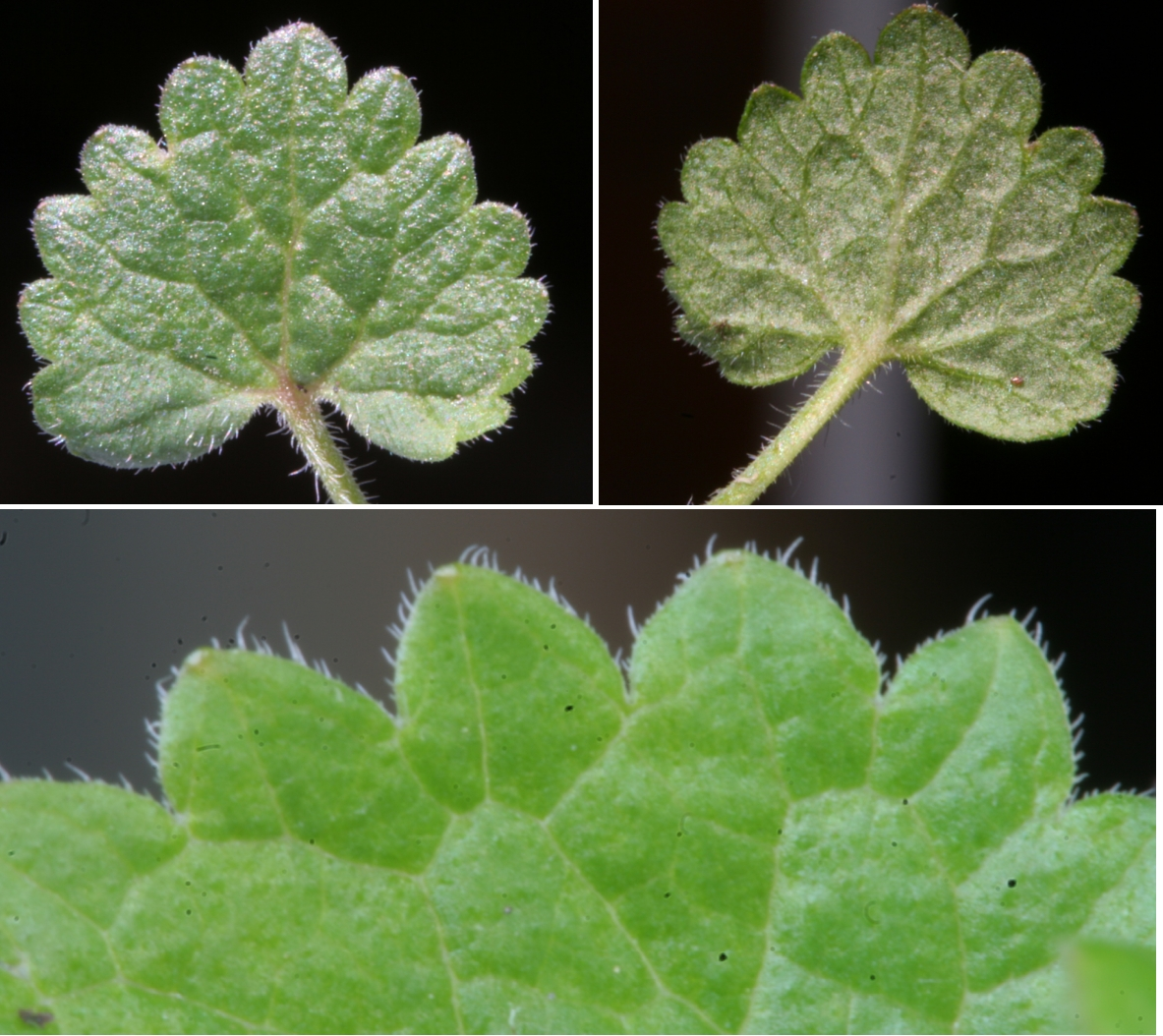
Le foglie

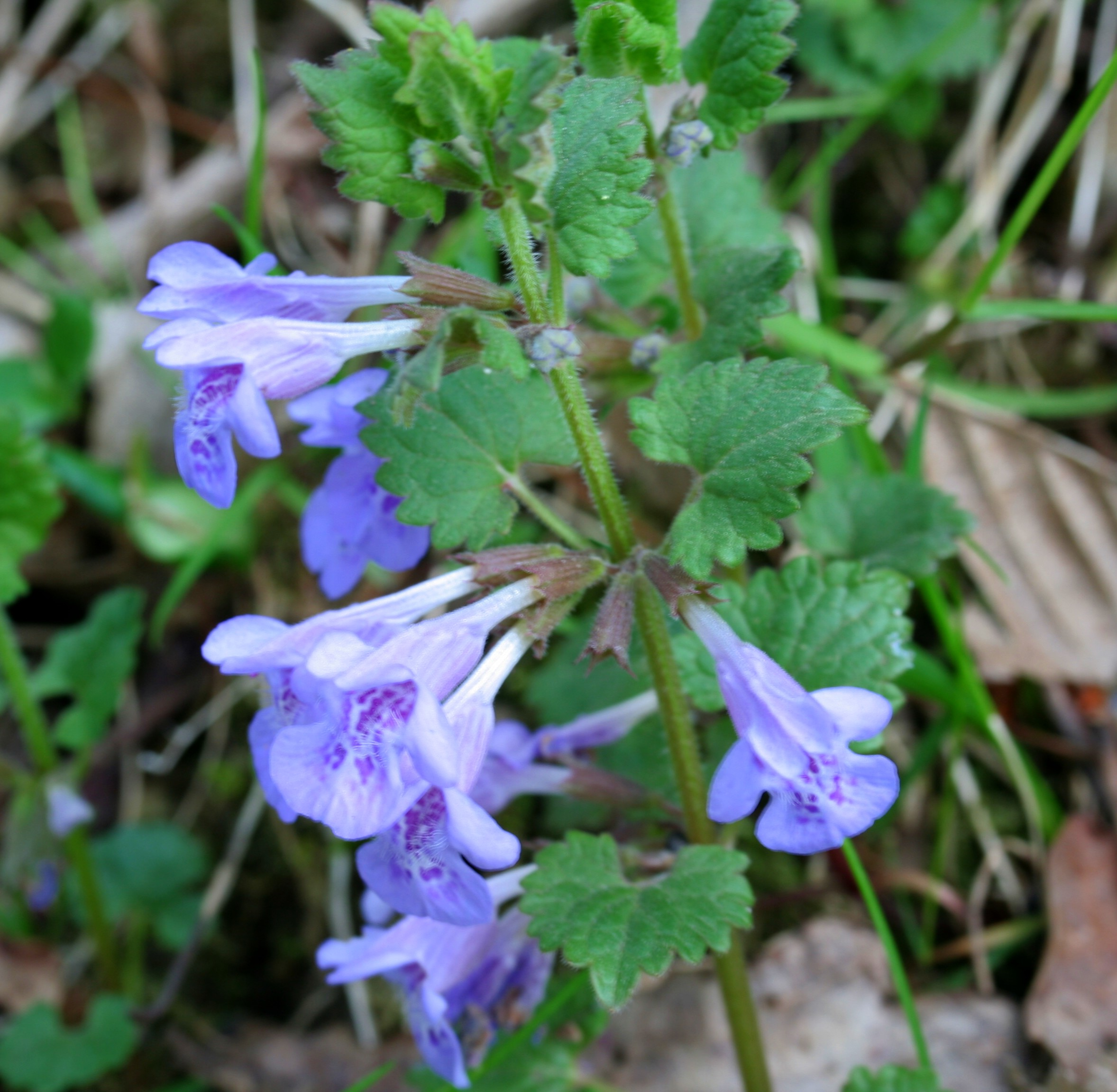
L'infiorescenza

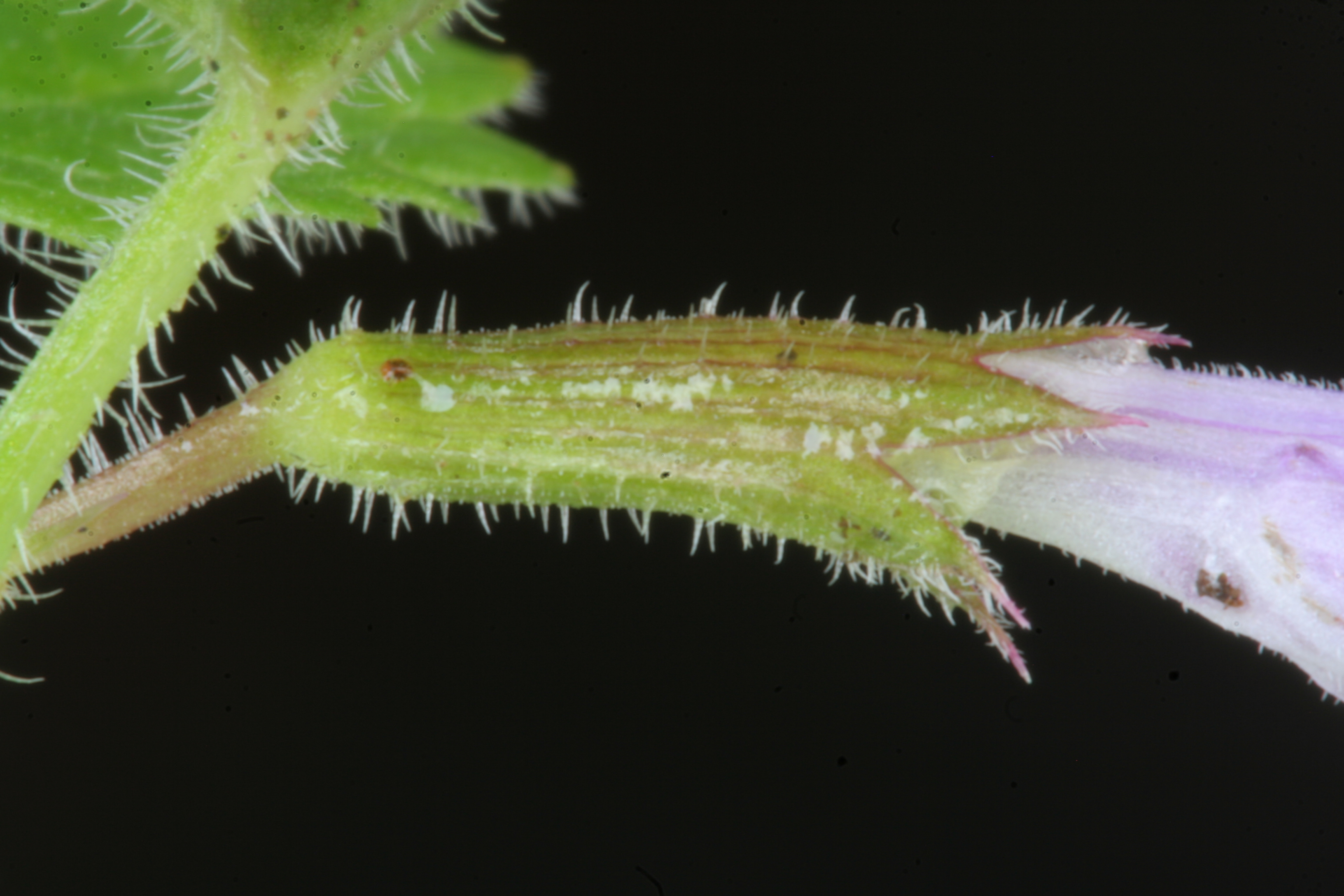
Il calice

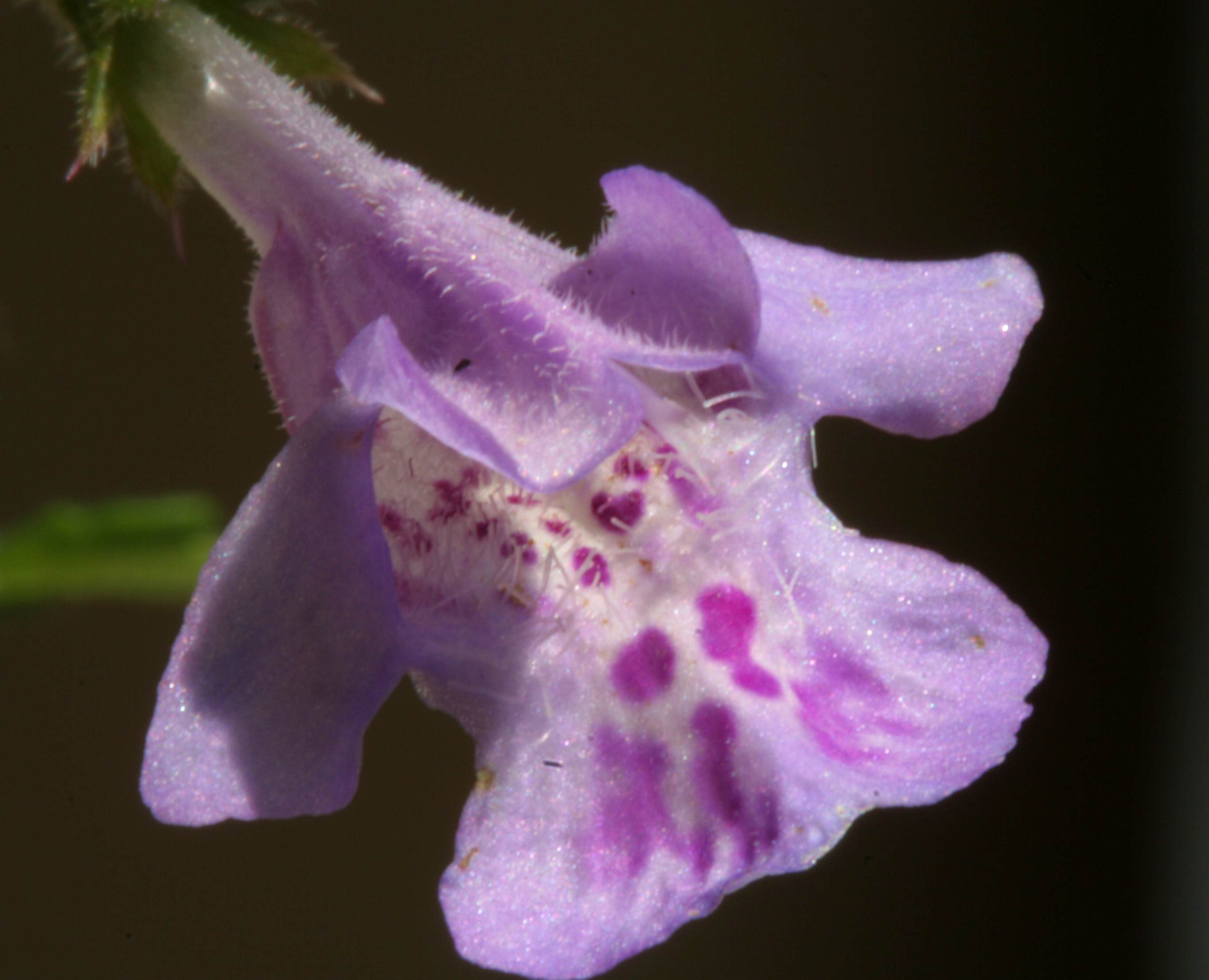
Il fiore

L'altezza delle piante varia da 10 a 30 cm. La forma biologica è emicriptofita reptante (H rept), ossia sono piante erbacee e perenni, con gemme svernanti al livello del suolo e protette dalla lettiera o dalla neve. Mostrano inoltre un accrescimento aderente al suolo con carattere strisciante. Le piante sono poco odorose.

### Radici
Le radici sono del tipo stolonifero e secondarie da rizoma.

### Fusto
I fusti sono a sezione quadrangolare (a causa della presenza di fasci di collenchima posti nei quattro vertici) e più o meno pubescenti; sono striscianti e radicanti ai nodi dai quali possono spuntare o dei rametti eretti e fertili con dei fiori, oppure altri fusti con portamento strisciante dai quali l'anno seguente possono generarsi altri rami fertili (con fiori): in definitiva delle nuove piante. La base dei fusti è violacea.

### Foglie
La disposizione delle foglie lungo il fusto è opposta e sono picciolate e senza stipole. Il bordo è crenato e la lamina è reniforme, cordata o cuoriforme. Le foglie superiori sono progressivamente sessili. Il colore è verde e tutta la pagina superiore è cosparsa di piccole venature che le danno una fisionomia rugosa ed è pubescente. La consistenza delle foglie è molle. Lunghezza del picciolo delle foglie basali: 3,5 – 4 cm. Lunghezza del picciolo delle foglie superiori: 0,8 - 1,8 cm. Dimensione della lamina: larghezza 20 – 35 mm; lunghezza 18 – 30 mm. 

### Infiorescenza
L'infiorescenza è formata da verticillastri ascellari di 2 – 3 fiori. I fiori sono disposti più o meno unilateralmente. Insieme ai fiori sono presenti delle foglie normali e non delle brattee – possono invece essere presenti delle bratteole (queste ultime sono molto più piccole delle brattee - lunghe 1 mm - e generalmente sono uniche alla base di ogni fiore). Il peduncolo è circondato da un anello di peli bianchi patenti. Lunghezza del peduncolo: 1 – 2 mm. Dimensione delle bratteole: 1 – 1,5 mm.

### Fiore
I fiori sono ermafroditi, zigomorfi, tetraciclici (con i quattro verticilli fondamentali delle Angiosperme: calice– corolla – androceo – gineceo) e pentameri (ogni verticillo ha 5 elementi). Lunghezza dei fiori: 12 – 22 mm.
- Formula fiorale. Per la famiglia di queste piante viene indicata la seguente formula fiorale:

X, K (5), [C (2+3), A 2+2] G (2), supero, 4 nucule
- Calice: il calice è tubuloso (gamosepalo - i sepali sono concresciuti) e abbastanza diritto con diverse nervature (una quindicina) e termina con cinque denti acuti con disposizione 3/2 (calice bilabiato). Inoltre è ricoperto da corti peli. Lunghezza totale del calice: 5,5 – 6,5 mm. Lunghezza del tubo: 4 – 5 mm. Lunghezza dei denti: 1,5 – 2 mm.
- Corolla: la corolla è bilabiata (gamopetala con struttura 2/3): il labbro superiore è formato da due lobi lievemente ripiegati all'insù; il labbro inferiore è formato da tre lobi (quello centrale è più grande di tutti ed è piano). Il labbro inferiore è inoltre ricoperto di macchie più scure, mentre l'interno delle fauci è più chiaro sempre macchiato. Il tubo corollino è privo dell'anello di peli caratteristico delle labiate (dei peli sono presenti solo alla base del labbro inferiore). Sui lati del tubo corollino, internamente alle fauci, le macchie si trasformano in righe che terminano alla base-interno della corolla. Il colore è blu-violetto con riflessi porporini. Lunghezza del tubo della corolla: 8 mm. Lunghezza delle labbra: 2 – 3 mm.
- Androceo: gli stami sono quattro (un quinto stame è atrofizzato) e tutti fertili e con filamenti paralleli (non convergenti). Gli stami sono didinami: i due posteriori sono più lunghi di quelli anteriori. Le antere sporgono appena dalla corolla; in particolare hanno l'unicità d'essere riunite e incrociate a 90° a due a due. I granuli pollinici sono del tipo tricolpato o esacolpato.
- Gineceo: l'ovario è supero (o anche semi-infero) formato da due carpelli saldati (ovario bicarpellare) ed è 4-loculare per la presenza di falsi setti divisori all'interno dei due carpelli. La placentazione è assile. Gli ovuli sono 4 (uno per ogni presunto loculo), hanno un tegumento e sono tenuinucellati (con la nocella, stadio primordiale dell'ovulo, ridotta a poche cellule).[15]. Lo stilo inserito alla base dell'ovario (stilo ginobasico) è del tipo filiforme e più o meno lungo come gli stami. Lo stigma è bifido con lobi subuguali. Il nettario è un disco alla base e intorno all'ovario più sviluppato anteriormente e ricco di nettare.
- Fioritura: da marzo a giugno.

### Frutti
Il frutto è un tetrachenio (composto da quattro nucule) racchiuso nel calice persistente. I semi sono sprovvisti di endosperma.

## Riproduzione
- Impollinazione: l'impollinazione avviene tramite insetti tipo ditteri e imenotteri, raramente lepidotteri (impollinazione entomogama).[9][16]
- Riproduzione: la fecondazione avviene fondamentalmente tramite l'impollinazione dei fiori (vedi sopra).
- Dispersione: i semi cadendo a terra (dopo essere stati trasportati per alcuni metri dal vento – disseminazione anemocora) sono successivamente dispersi soprattutto da insetti tipo formiche (disseminazione mirmecoria).

## Distribuzione e habitat

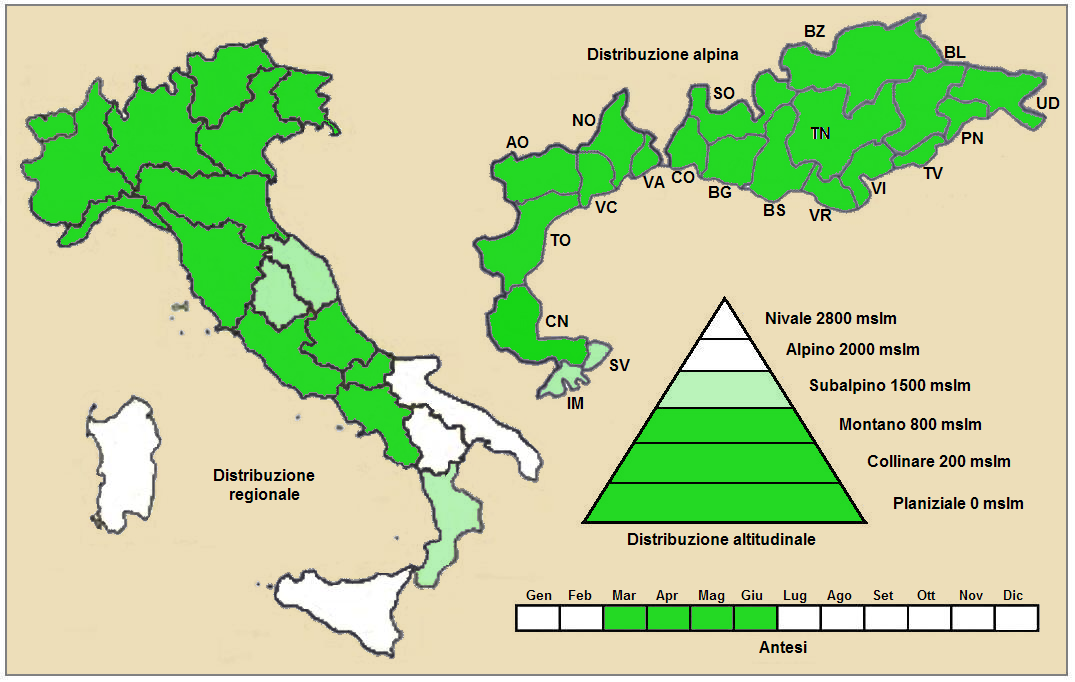
Distribuzione della pianta
(Distribuzione regionale – Distribuzione alpina))

- Geoelemento: il tipo corologico (area di origine) è Circumboreale ma anche Eurosiberiano.
- Distribuzione: in Italia questa specie è spontanea nei boschi e nei prati del centro e del nord; sull'arco alpino in particolare si trova ovunque (per la sua invasività viene a volte considerata una pianta infestante); in Europa si trova sui seguenti rilievi: Vosgi, Foresta Nera, Massiccio del Giura, Pirenei, Massiccio Centrale, Carpazi e Monti Balcani.[18]  Fuori dall'Europa queste piante si trovano in Anatolia, in Transcaucasia, e nelle zone meno fredde della Siberia fino in Cina[14]. Nel Nord America sono considerate piante “introdotte” dai primi coloni europei per le loro proprietà sia medicamentose che culinarie.
- Habitat: l'habitat tipico sono i bordi dei boschi umidi, i prati ed incolti erbosi freschi; ma anche i pioppeti, ontaneti, frassineti umidi e saliceti arborei. Il substrato preferito è sia calcareo che siliceo con pH neutro del terreno che deve avere valori nutrizionali medi e deve essere mediamente umido.[18]
- Distribuzione altitudinale: sui rilievi europei questa pianta si trova fino a 1400 m s.l.m.; frequenta quindi i piani vegetazionali collinare e montano.

## Fitosociologia
Dal punto di vista fitosociologico alpino Glechoma hederacea appartiene alla seguente comunità vegetale:
- Formazione: delle comunità perenni nitrofile.

- Classe: Artemisietea vulgaris

- Ordine: Gallio-Alliarietalia

## Tassonomia
La famiglia di appartenenza della specie (Lamiaceae), molto numerosa con circa 250 generi e quasi 7000 specie, ha il principale centro di differenziazione nel bacino del Mediterraneo e sono piante per lo più xerofile (in Brasile sono presenti anche specie arboree). Per la presenza di sostanze aromatiche, molte specie di questa famiglia sono usate in cucina come condimento, in profumeria, liquoreria e farmacia. La famiglia è suddivisa in 7 sottofamiglie: il genere Glechoma è descritto nella tribù Mentheae (sottotribù Nepetinae) appartenente alla sottofamiglia Nepetoideae. Nelle classificazioni più vecchie la famiglia Lamiaceae viene chiamata Labiatae.
Nelle vecchie trattazioni botaniche la pianta di questa voce è inserita all'interno del genere Nepeta L., chiamato comunemente "gattaia". In effetti le differenze tra le specie dei due generi (Glechoma e Nepeta) sono minime: il lobo mediano del labbro inferiore della corolla delle “Nepeta” è concavo, inoltre le foglie (sempre delle Nepeta) poste all'ascella dei fiori sono trasformate in brattee.
Il numero cromosomico di G. hederacea è: 2n = 18 e 36.

### Variabilità e specie simili
Questa pianta è polimorfa nella pubescenza (si possono avere individui quasi glabri oppure quasi tomentosi) e nel calice (soprattutto nella dimensione dei denti calicini). Le due specie presenti nella flora spontanea italiana sul continente  (G. hederacea e G. hirsuta) non sempre dai vari Autori sono presentate come due specie distinte. Nel caso di pubescenza accentuata la specie G. hederacea può facilmente essere confusa con la specie G. hirsuta. In realtà una caratteristica abbastanza significativa di disambiguazione sono i denti del calice (molto allungati nella seconda specie).
In Italia (Sardegna) è presente anche la specie Glechoma sardoa Bég. - Ellera terrestre di Sardegna: si distingue per i denti del calice (alla base sono larghi fino a 2 mm) e per la scarsa pelosità in generale della pianta.

### Ibridi
Questa pianta può ibridarsi con la specie Glechoma sardoa Bèg. (Ellera terrestre di Sardegna), ma solamente in Corsica dove le due specie coesistono; più facile è l'ibridazione tra le due specie continentali G. hederacea e G. hirsuta in quanto spesso crescono in zone comuni. Con la specie Glechoma hirsuta la pianta di questa voce forma il seguente ibrido interspecifico:
- Glechoma x pannonica Borbás, 1900[21][22]

### Sinonimi
Questa entità ha avuto nel tempo diverse nomenclature. L'elenco seguente indica alcuni tra i sinonimi più frequenti:
- Calamintha hederacea (L.) Scop.
- Chamaecissos hederaceus (L.) Nieuwl. & Lunell
- Chamaeclema hederacea (L.) Moench
- Glechoma borealis Salisb.
- Glechoma bulgarica Borbás
- Glechoma hederacea  var. breviflora Coss. & Germ.
- Glechoma hederacea  var. grandiflora Hoffmanns. & Link
- Glechoma hederacea  var. heterophylla (Opiz) Nyman
- Glechoma hederacea  var. hirsuta Coss. & Germ.
- Glechoma hederacea  var. magna (Mérat) Lej.
- Glechoma hederacea  var. micrantha (Boenn. ex Rchb.) Nyman
- Glechoma hederacea subsp. serbica (Halácsy & Wettst.) Soó
- Glechoma heterophylla Opiz
- Glechoma intermedia Schrad. ex Benth.
- Glechoma lobulata Kit.
- Glechoma longicaulis Dulac
- Glechoma magna Mérat
- Glechoma micrantha Boenn. ex Rchb.
- Glechoma repens Gilib. [Invalid]
- Glechoma rigida A.Kern.
- Glechoma rotundifolia Raf.
- Glechoma serbica Halácsy & Wettst.
- Glechonion hederaceum (L.) St.-Lag.
- Hedera terrestris Garsault [Invalid]
- Nepeta glechoma Benth.
- Nepeta glechoma  var. hirsuta Benth.
- Nepeta hederacea (L.) Trevis.
- Nepeta hederacea f. albovariegata Makino
- Nepeta rigida (A.Kern.) Beck

## Usi
L'edera terrestre viene coltivata soprattutto a scopo ornamentale, ma le sono talvolta attribuiti anche valori culinari o terapeutici. 

### Farmacia
- Sostanze presenti: i principi attivi sono dati da un olio essenziale, da una sostanza amara e resinosa (marrubina) oltre che da tannino, saponine varie e colina[23].
- Proprietà curative: sotto forma di infuso o decotto è usato come espettorante (favorisce l'espulsione delle secrezioni bronchiali), stimolante rinvigorisce e attiva il sistema nervoso e vascolare), frenante la secrezione lattea (galattofughe) e antinevralgiche.[24] Questa pianta viene usata anche per la polmonite e la nefrite.[14]
- Parti usate: le foglie e le sommità fiorite raccolte durante i periodi soleggiati e poi lasciate seccare.

### Cucina
In alcune zone le giovani foglie vengono messe nell'insalata per aromatizzarla. Con le foglie si possono fare anche degli infusi. È inoltre una delle erbe del “The svizzero”. Nel passato in Inghilterra veniva usata nella fermentazione della birra.

## Galleria d'immagini

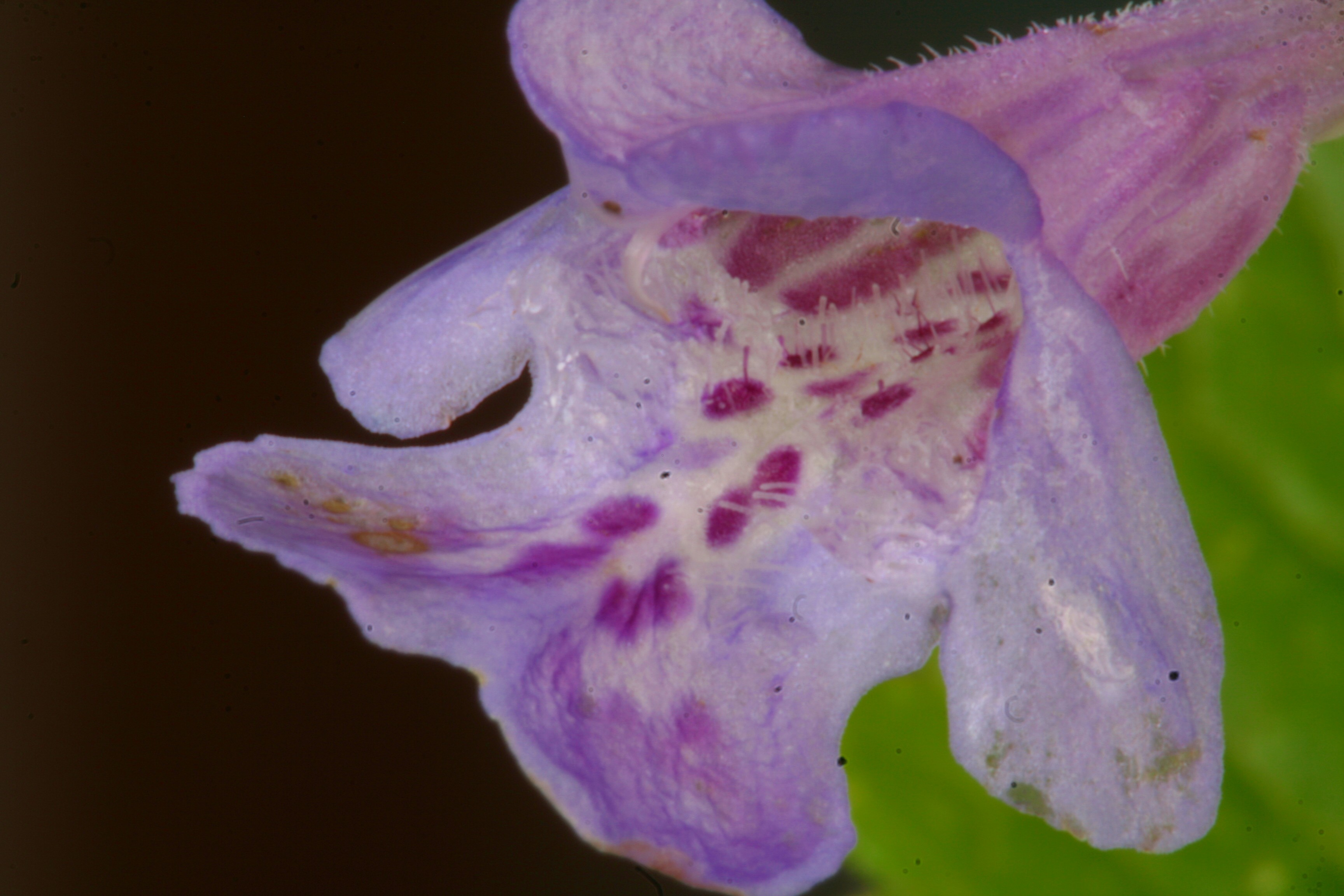
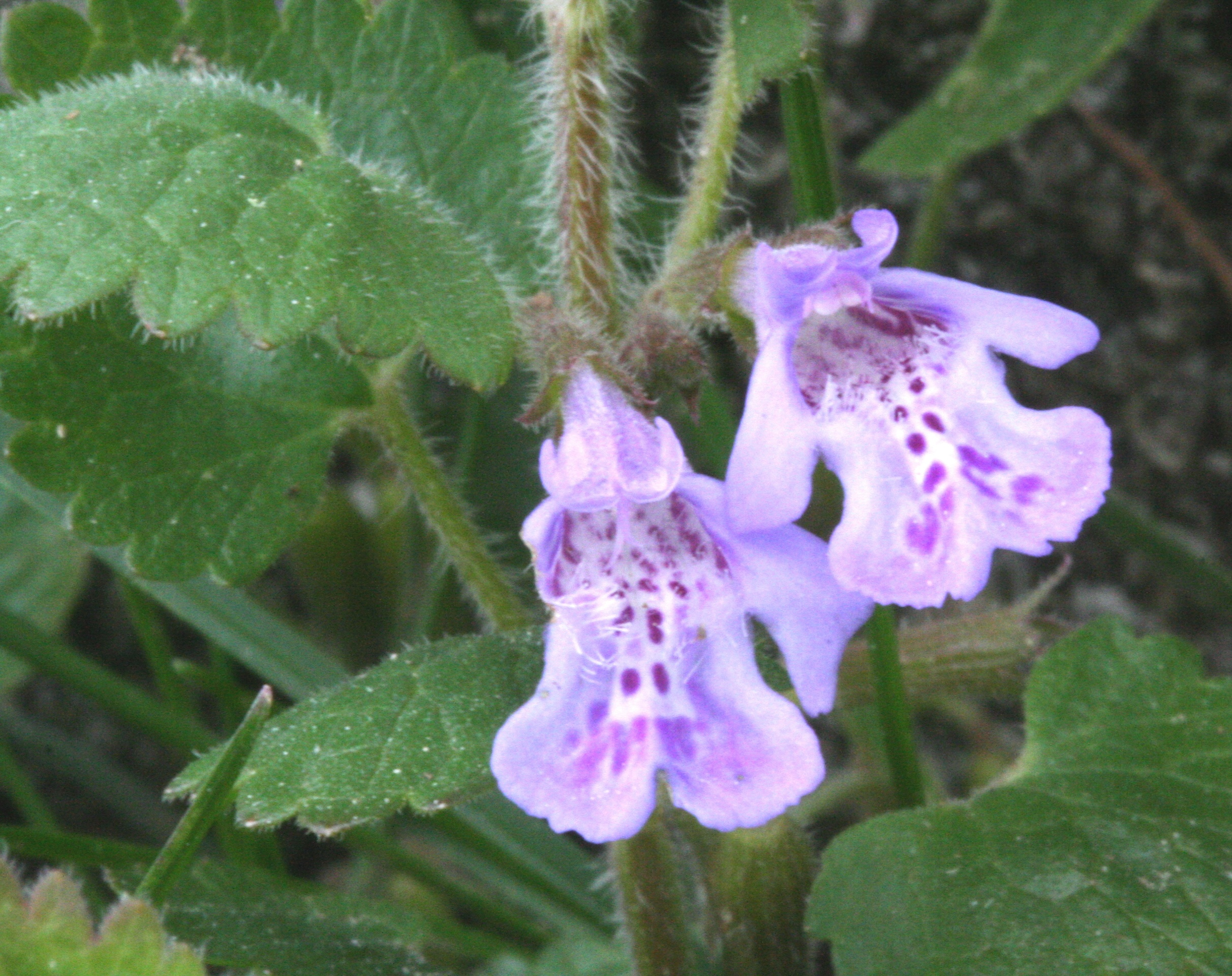
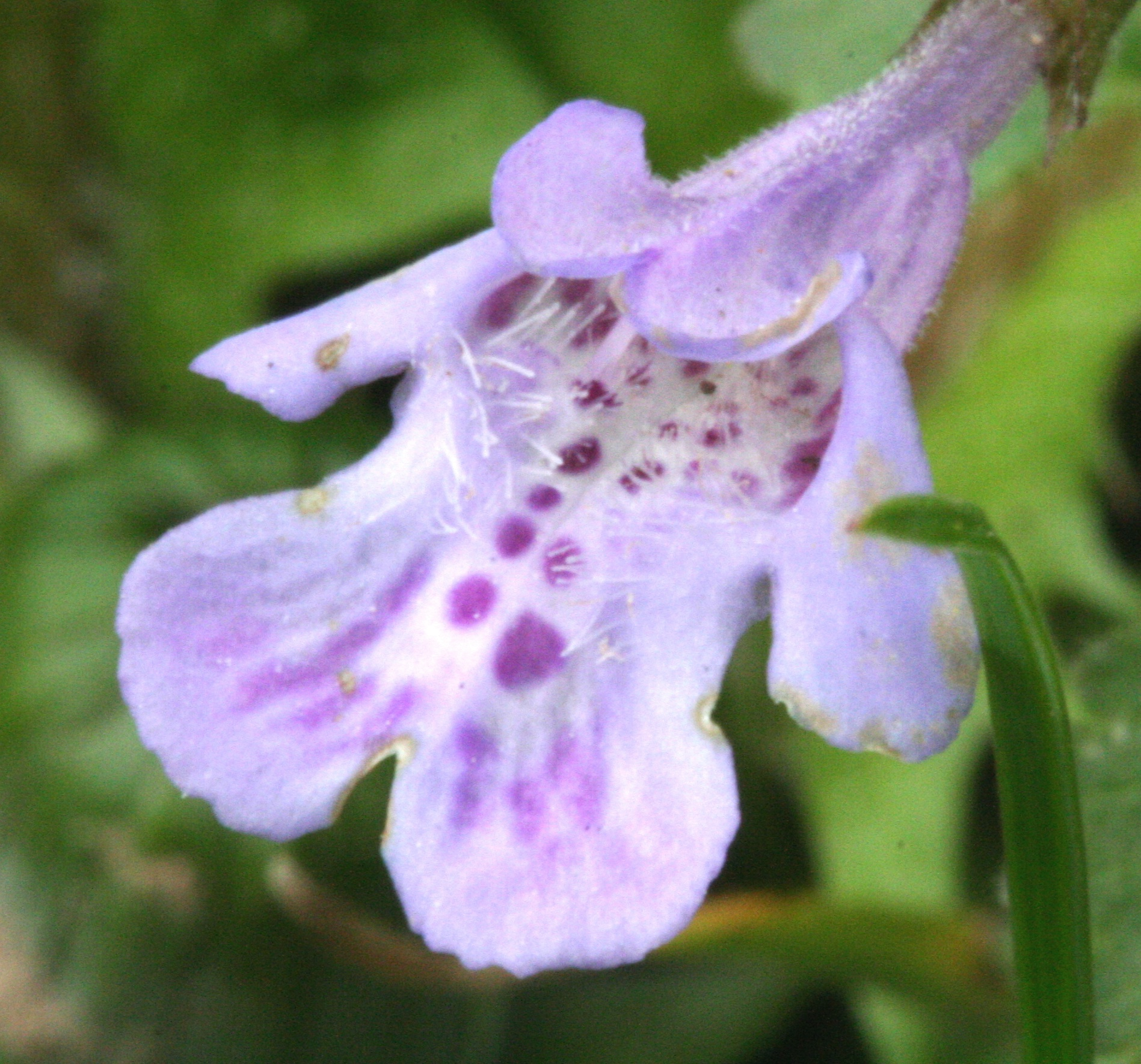
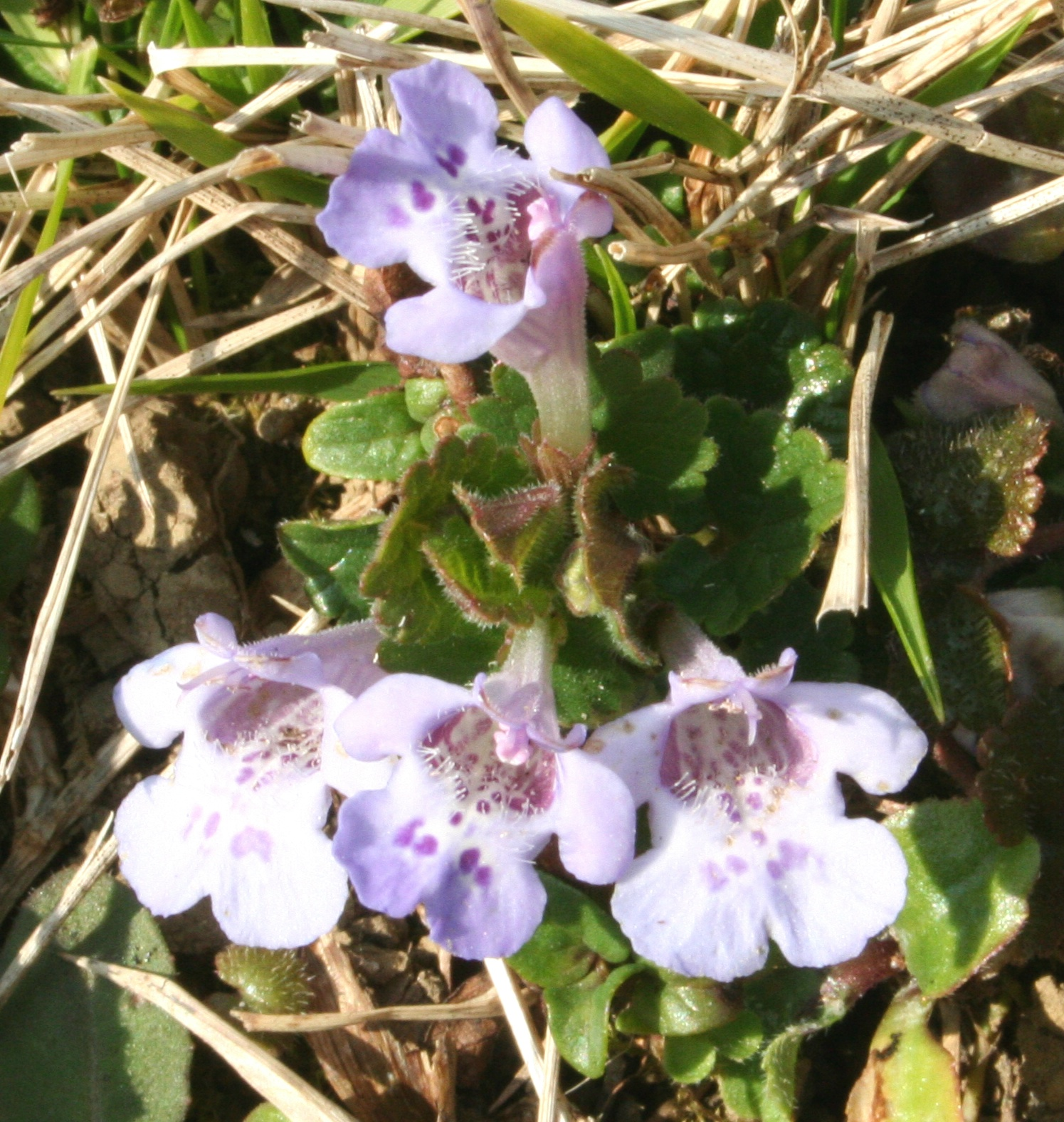
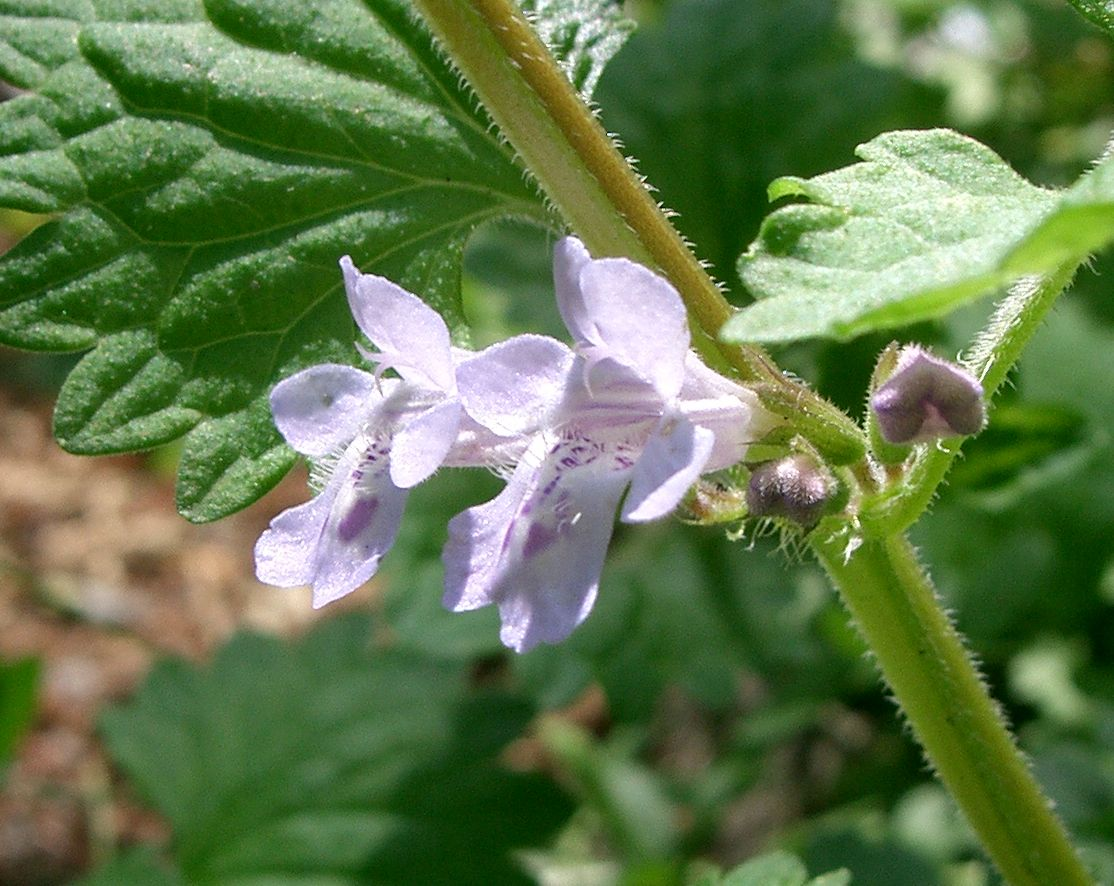
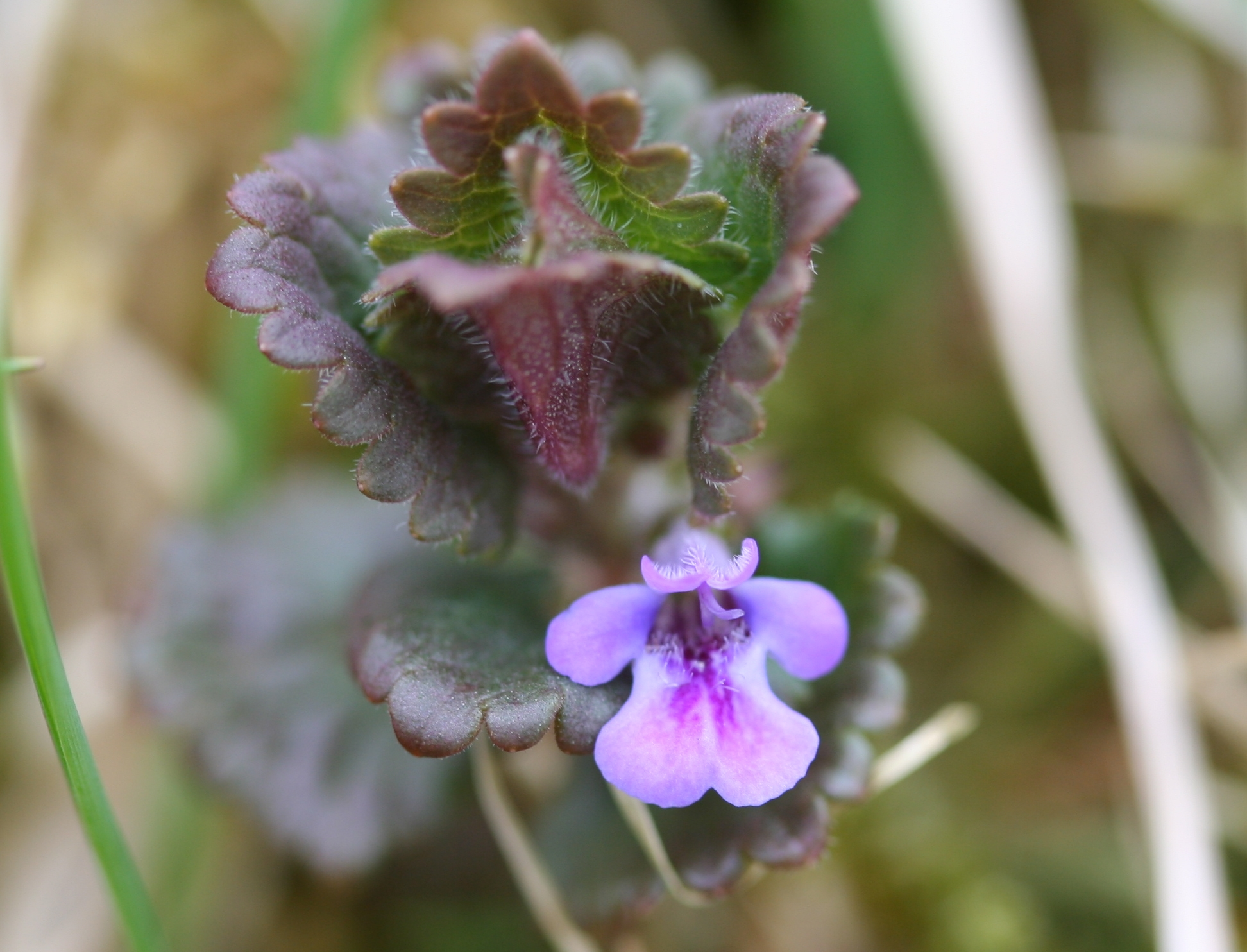
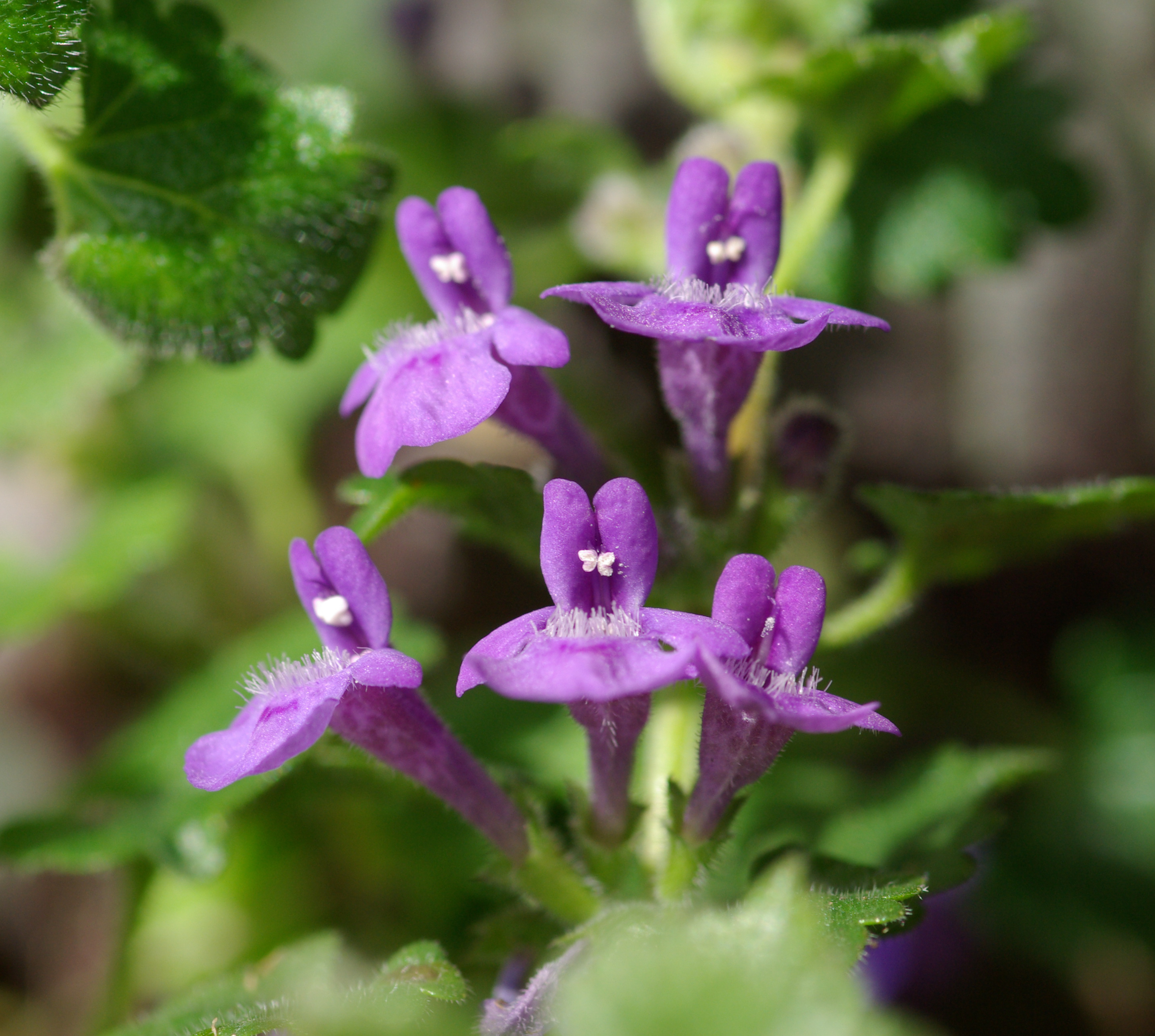
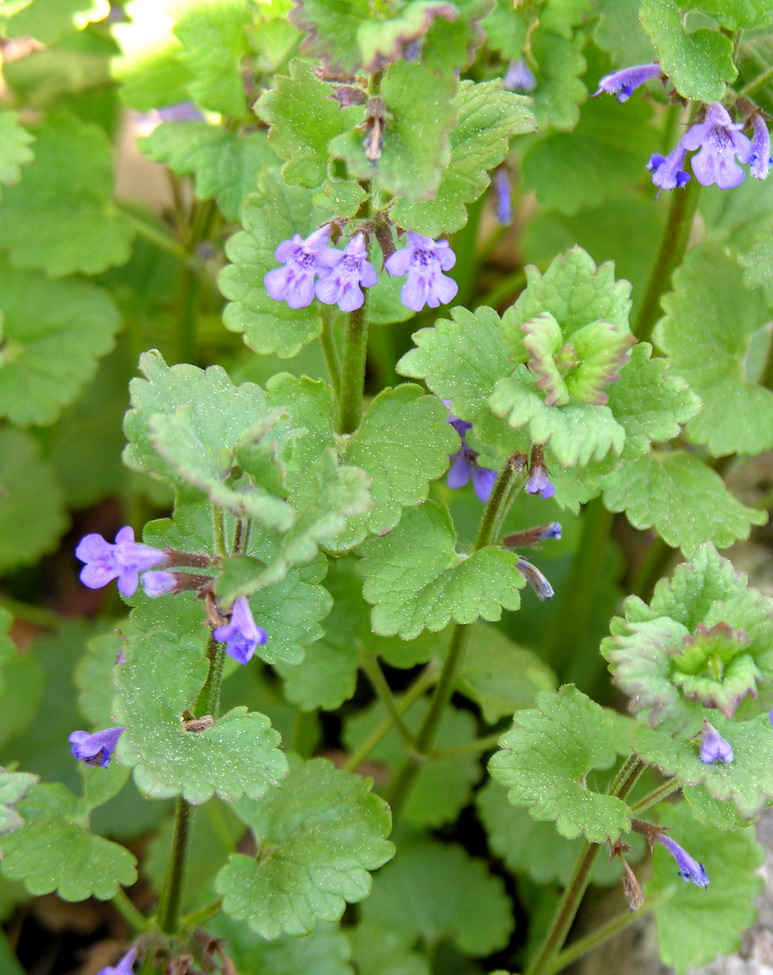

## Altre notizie
L'edera terrestre in altre lingue è chiamata nei seguenti modi:
- (DE)  Gewöhnliche Gundelrebe oppure Gundermann
- (FR)  Glécome faux lierre oppure Lierre terrestre
- (EN)  Ground-ivy